# Piddlehinton
Piddlehinton est une paroisse civile et un village du Dorset, en Angleterre.